# Glagah Arum
Glagah Arum is een bestuurslaag in het regentschap Sidoarjo van de provincie Oost-Java, Indonesië. Glagah Arum telt 4387 inwoners (volkstelling 2010).